# Сієнський собор

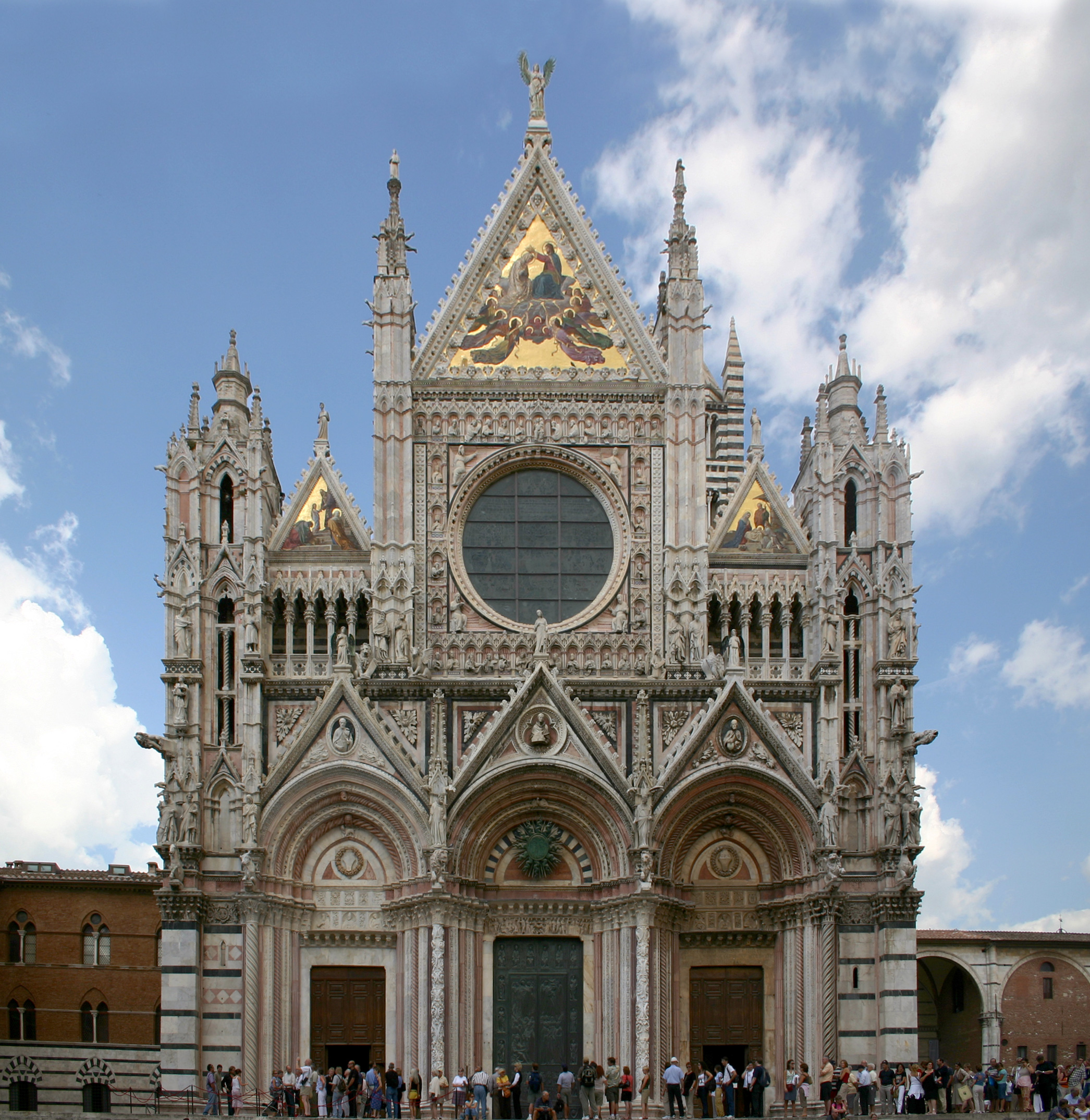
Сієнський собор. Фасад

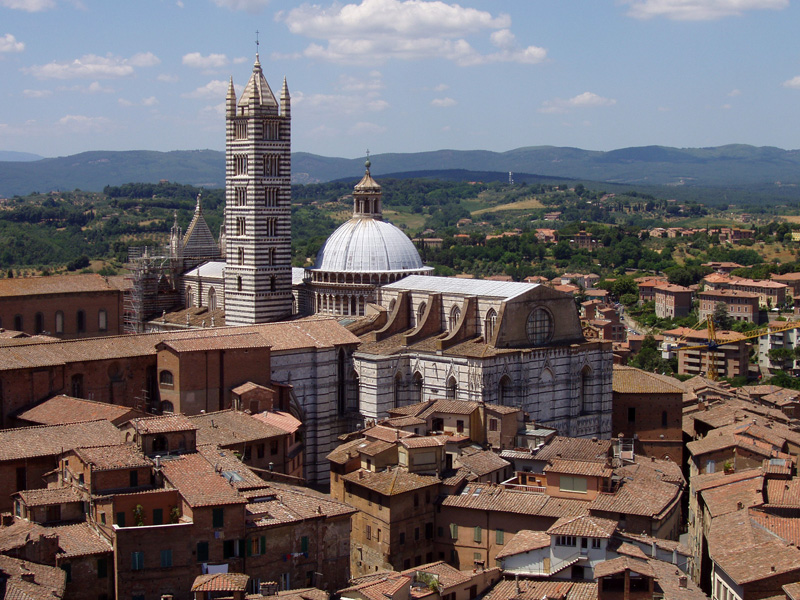
Сієнський собор

Сієнський собор (італ. Duomo di Siena) на честь Успіння Пресвятої Діви Марії (італ. Cattedrale di Santa Maria Assunta) — головна церква Сієнської республіки, найважливіша пам'ятка італійської готики. Розташований у місті Сієна.

## Історія
Згідно з середньовічними легендами, в давні часи на місці собору стояв храм Мінерви.
У Середньовіччі на місці храму Мінерви було споруджено християнську базиліку, і вже 913 році тут була резиденція єпископа. В 1058 році в цій базиліці відбувся синод, на якому Папою Римським був обраний папа Микола II.
У 1196 році гільдії каменярів собору, Opera di Santa Maria, було поручено будівництво нового собору. Будівництво розопочалось зі зведення трансепту в напрямку «північ-південь». Згідно з первісним планом, до трансепту було повинно додати значно більшу споруду власне самого собору, проте цей планий не був втілений в життя.
Вперше про витрати на будівництво собору було внесено до книги витрат Сієни в грудні 1226 року. Згідно з записами, гроші було витрачено на придбання білого та чорного мармуру.
У 1264 році купол собору було вкрито свинцем майстром Россо Паделлайо (Rosso Padellaio).
У 1313 році було зведено дзвіницю, висота якої сягає 77 метрів.
У 1339 році було прийнято рішення про збільшення розміру собору майже вдвічі. Для цього було заплановано спорудити нові центральну, праву та ліву нави перпендикулярно до існуючої нави. Будівництво було розпочато під керівництвом Джованні д'Агостіно (Giovanni d'Agostino), який більше був відомий як скульптор. Будівництво було зупинено через Епідемію бубонної чуми в 1348 році. Після цього роботи вже більше не відновлювались, адже вже на початку будівництва були виявлені помилки в проекті. Сьогодні залишки цієї недобудови у вигляді зовнішніх стін видно на південь від Собору. Підлога незавершеної споруди зараз використовується як стоянка для автівок та музей.
В 1357 році роботи по завершенню будівництва собору було відновлено і в 1370 році будівництво закічилося.
У 1870 вогонь знищив дерев'яний зовнішній купол та частину дерев'яного даху центрального нефу собору, які були пізніше відновлені.

## Архітектура
Собор, збудований на підвищеному фундаменті у вигляді латинського хреста, вміщує три нави. Зверху встановлено гексагональний купол.

### Фасад
Фасад споруди оздоблено білим мармуром з додаванням червоного сієнського мармуру та зеленого мармуру з району Прато .
Візуально вона чітко розділена на 2 частини: нижню та верхню, які вказують на два різних періоди будівництва собору.

### Нижня половина Фасаду
Нижню частину фасаду збудовано згідно з проектом Джованні Пізано, який керував будівництвом до 1296 року, коли  раптово через суперечки з гільдією каменярів собору, Opera di Santa Maria, залишив місто Сієну.

### Верхня половина Фасаду
Досі вчені сперечаються над питанням коли було завершено верхню половину фасаду. Більшість дослідників погоджуються з тим, що роботи було проведено з 1360 по 1370 рік. Роботи велись згідно з планом Джованні Пізано, а скориговані Джовані ді Чекко (Giovanni di Cecco). Останньому митцеві до вподоби були більш виразні форми, натхнення для яких він, імовірно, отримав від Собору Орвієто (Orvieto Cathedral).

### Південний Фасад
Південний фасад собору прикрашений смугастим білим та чорним мармуром, як Герб міста.

### Купол
Купол зведено на гексагональній основі. Його підтримують колони. Зверху на куполі встановлено ліхтар.
Купол характеризується двома видами колон: здвоєних струнких стовпів з загостреною стрільчатою аркою та більш коротких і окремих стовпців і з зменшеною стрільчатою аркою.
Півкуля куполу виготовлена з цегли і вкрита свинцевими пластинами.
Завершена Россо Паделлайо  в 1263 році з розміщенням на вершині мідної кулі.
В 1385році верх куполу був перебудований Барна ді Туріно (Barna di Turino).
Лише в 1667 році був збудований нинішній ліхтар, що збільшило зовнішню висоту будівлі до 48 м.

### Дзвіниця
Дзвіниця спроектована в романському стилі, прикрашена білим та зеленим мармуром та 7 рядами монофорів. Завершена в 1313 році. Висота становить 77 метрів.

### Інтер'єр
Приміщення собору поділяється на три нефа, нові, які перетинає з трансепт, розділений в свою чергу на два нефи, та глибока хора. Внутрішні виміри становлять: довжина 89.4 метра, ширина 24.37 метра та висота 54.48 метра.

### Купол
Купол гексагональний, увінчаний золотим ліхтарем роботи Джан Лоренцо Берніні. Поверхню купола вкрито в XV столітті тромплеями у вигляді пофарбованих в синій колір кесонів з золотими зірками.

### Центральна нава
Центральна нава собору прикрашена 171 бюстом римських Пап, які були створені невідомими скульпторами між 1497 і 1502 рр.

### Права нава
Над першим вівтарем цієї нави знаходиться ікона Святого Гаетано, яку створив Доменіко Марія Кануті, над другим вівтарем — Екстаз Святого Джиролами роботи Аннібале Маццуолі (1671), над третім — «Екстаз св. Франциска ді Салес» роботи Рафаелло Ванні (1654).

### Ліва нава
Над першим вівтарем розміщена Чотири Святі Короновані Франческо Тревіджані (Francesco TGravigiani)
Поруч із вівтарем Пікколоміні знаходиться вхід до Книгарні Пікколоміні.

### Книгарня Пікколоміні

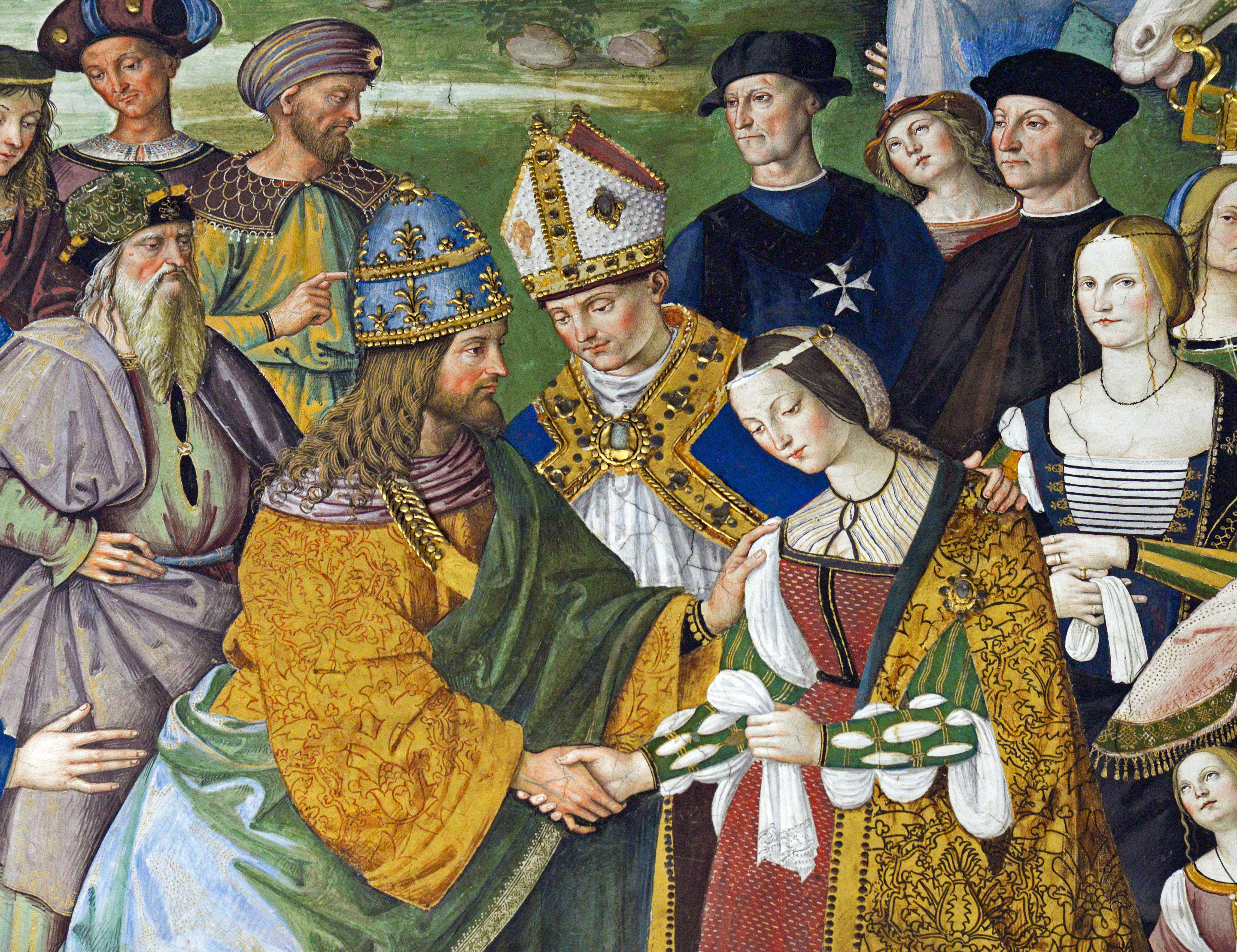
Фрагмент фрески Пінтуріккіо

Книгарня була збудована в 1485 році за наказом кардинала Франческо Пікколоміні, який пізніше став Папо Пієм ІІІ (але був Папою лише 27 днів).
Книгарня всесвітньо відома завдяки видатній художній цінності фресок, що розміщені на її стінах та склепінні. Вони були створені протягом 1502—1507 років умбрійцем Бернардіно ді Бетто, за прізвиськом Пінтуріккіо, ймовірно за допомогою його учнів. Мистецтвознавці вбачають в них вплив Рафаеля.

#### Ліва нава трансепту
В цій наві трансепту знаходяться каплиці Святого Іоана Хрестителя і Мадони дель Вото.

### Вітраж
Над хором собору знаходиться Вітраж Сієнського собору, виготовлений Дуччо ді Буонінсенья. Цей поліхроматичний вітраж, який було виготовлено в 1287—1288 рр., є найстарішим в Італії.
Вітраж в Соборі є лише копією оригіналу, який знаходиться в Музеї Будівництва собору Сієни (Museo dell'Opera del Duomo).
Коло вітражу розділено грецьким хрестом на 9 частин. В центральній частині зображено Мадонну в оточенні 4 янголів.

#### Амвон
Амвон зроблений з каррарського мармуру в 1265–1268 роках групою скульпторів під керівництвом Джованні Пізано .

### Мозаїчна підлога
Інкрустована мармуровою мозаїкою, підлога є однією з найбільш багато прикрашених такого роду підлог в Італії. Мозаїка вкриває всю підлогу собору.

### Склеп
Склеп собору Сієни — комплекс середньовічних археологічних знахідок, розташованих під собором. Були знайдені в 1999 році.
Містить серію фресок XIII століття, які були опечатані через декілька десятиліть після їх завершення, через що вони знаходяться в надзвичайно гарному стані: їх кольори не потьмяніли і сьогодні.
В інтер'єрі собору відзначаються виняткова за художньою виразністю мозаїчна підлога, пишно декорована кафедра роботи Нікколо Пізано та статуя Івана Хрестителя роботи Донателло. Деякі з художніх скарбів Дуомо — наприклад, знаменита «Маеста» Дуччо й вітражі за ескізами Чімабуе — нині прикрашають соборний музей.